# جوناثان تشايلد
جوناثان تشايلد هو سياسي أمريكي، ولد في 30 يناير 1785 في لايم في الولايات المتحدة، وتوفي في 27 أكتوبر 1860 في بوفالو في الولايات المتحدة. نشط حزبياً في حزب اليمين. وقد انتخب عضو جمعية ولاية نيويورك ‏.